# Земская почта Боровичского уезда
Зе́мская по́чта Борови́чского уе́зда — земская почта, организованная земской управой Боровичского уезда Новгородской губернии. Существовала с 1866 года. В уезде выпускались собственные земские марки.

## История почты
Боровичская уездная земская почта была открыта 1 августа 1866 года. Пересылка почтовых отправлений осуществлялась из уездного центра (города Боровичи) в 17 волостных правлений по шести земским трактам дважды в неделю.
В 1869 году для оплаты доставки частных почтовых отправлений были введены земские почтовые марки.
Доставка некоторых видов частных почтовых отправлений, например, газет и журналов для учителей земских школ, была бесплатной.

## Выпуски марок

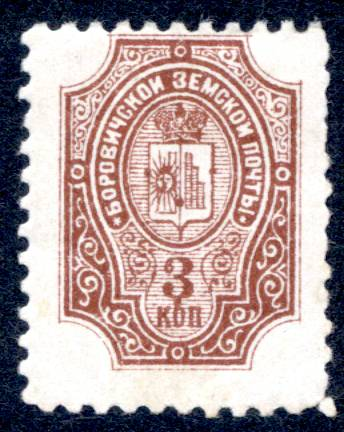
Земская марка Боровичского уезда, 1888—1912

Используемые для оплаты частных почтовых отправлений земские марки Боровичского уезда печатались в частных типолитографиях и очень разнообразны как по форме (квадратные, ромбические и другие), так и по уровню их исполнения.
На большинстве марок изображён герб Боровичского уезда.
В 1876 году в связи со снижением тарифа Боровичской земской почты с 5 копеек до 3 копеек был изготовлен новый выпуск марок. Беззубцовые марки номиналом 3 копейки были отпечатаны литографским способом уездным землемером М. Эдуаром Дольбером и были в обращении с 10 марта по 15 апреля 1876 года, когда были изъяты из обращения после поступления заказанных в государственной типографии марок.

## Гашение марок
Гашение марок осуществлялось чернилами (перечёркиванием) и штемпелями овальной и круглой формы.